# Metaleptobasis mauritia
Metaleptobasis mauritia là một loài chuồn chuồn kim trong họ Coenagrionidae.
Metaleptobasis mauritia được Williamson miêu tả khoa học năm 1915.